# Takayoshi Kanō
Takayoshi Kanō (加納 隆至, Kanō Takayoshi) est un primatologue japonais. Il est connu pour ses travaux pionniers sur les bonobos (Pan paniscus). Étudiant de Junichiro Itani, il a été professeur à l’université des Ryūkyū et à l’Institut de recherche des primates de l’université de Kyoto. De 1965 à 1967, il assiste Jun'ichiro Itani en Tanzanie dans ses études sur le comportement des chimpanzés. En 1973, il établit le premier centre d’études des bonobos à Wamba, réserve scientifique de la Luo, actuelle province de la Tshuapa en République démocratique du Congo (1). Dès lors, il se rendra presque tous les ans au Congo, appelé Zaïre à l'époque, jusqu'à ce qu'il prenne sa retraite à la fin des années 1990. Il a consacré la plus grande partie de sa carrière à l'étude des bonobos.
Son essai le plus connu, The Last Ape: Pygmy Chimpanzee Behavior and Ecology, a été traduit en anglais en 1992 (Stanford University Press).